# Dietilditiocarbammato di sodio
Il dietilditiocarbammato di sodio è il sale di sodio dell'acido dietilditiocarbammico. Appartiene alla classe dei composti di organozolfo. A temperatura ambiente si presenta come un solido bianco quasi inodore.

## Preparazione
Questo sale si ottiene trattando il disolfuro di carbonio con dietilammina in presenza di idrossido di sodio:
{\displaystyle {\ce {CS2 + HN (C2H5) 2 + NaOH -> NaS2CN(C2H5)2 + H2O}}}
Altri ditiocarbammati possono essere preparati in modo simile da ammine secondarie e disolfuro di carbonio. Sono usati come agenti chelanti per gli ioni di metalli di transizione e come precursori di erbicidi e reagenti di vulcanizzazione.

## Ossidazione a tiuram disolfuro
L'ossidazione del dietilditiocarbammato di sodio dà il disolfuro, chiamato anche tetraetiltiuramdisolfuro:
{\displaystyle {\ce {2 NaS2CNEt2 + I2 -> Et2NC (S) S-SC (S) NEt2 + 2 NaI}}}
Questo disolfuro è commercializzato come farmaco anti-alcolismo con le etichette Antabuse e Disulfiram. La clorazione del suddetto tetraetiltiuramdisolfuro fornisce il tiocarbamoil cloruro.

## Utilizzo in medicina
Il dietilditiocarbammato di sodio agisce come chelante dello zinco, inibendo le metalloproteasi, prevenendo la degradazione della matrice extracellulare, passo fondamentale nella metastatizzazione e nella neoangiogenesi dei tumori. Esso inibisce inoltre la superossido dismutasi, proteggendo le cellule dallo stress ossidativo dovuto alle radiazioni ionizzanti.
È stato inoltre studiato per i suoi effetti nell'inibizione dell'effusione linfomatosa da infezione da HHV-8, nell'AIDS, nella leishmaniosi e nell'avvelenamento da cromo.

### Antiossidante
Il dietilditiocarbammato inibisce la superossido dismutasi, che può avere entrambi effetti antiossidanti e ossidanti sulle cellule, a seconda del tempo di somministrazione.